# Sport i Umeå
Sport i Umeå har länge dominerats av vintersport. Under 1930-talet kom de första större framgångarna inom längdskidåkning, med Arthur Häggblads segrar i Vasaloppet 1933, 1935, 1937 och 1940. Framgångarna har följts av otaliga svenska mästerskapstitlar och toppas av olympiska guldmedaljörer som Assar Rönnlund och Toini Gustafsson Rönnlund. Traditionen har på senare år fullföljts av bland andra Per Elofsson (världsmästare 2001 och 2003), Björn Lind (OS-guld 2006), Theodor Pettersson (OS-silver 2014) och Jonna Sundling (VM-guld i individuell sprint och sprintstafett (tillsammans med Maja Dahlqvist) i Oberstdorf 2021). Sedan 1962 finns i Umeå också Svenska skidmuseet.
Såväl 2018 som 2020 och 2021 utsågs Umeå av Sveriges Television Sport till Sveriges bästa idrottsstad.

## Sporter

### Ishockey
En annan stor framgång var då IF Björklöven blev svenska mästare i ishockey för herrar säsongen 1986/1987, och silvermedaljörer 1982 samt 1988. Andra vintersporter där Umeå-idrottare skördat framgångar är curling, där Lag Gustafson under 1990-talet tog åtskilliga medaljer i Europamästerskap, världsmästerskap och olympiska spel, samt alpin skidsport, där Maria Pietilä Holmner bland annat tagit silver i storslalom vid världsmästerskapen 2007 i Åre.

### Fotboll
Det har också spelats fotboll med framgång i staden, och i synnerhet på damsidan – vilket underlättats av en kommunal policy om att jämställa damer och herrar i fråga om tillgång till träningstider. (Därtill spelades den första svenska damfotbollsserien i just Umeå åren 1950–1951.) Under 2000-talets första årtionde vann Umeå IK Damallsvenskan sju gånger, Svenska cupen fyra gånger, och tog dessutom två gånger hem segern i Uefa Women's Cup (där de spelat ytterligare tre finaler). Andra Umeå-lag som spelat i den högsta divisionen på damsidan är Sandåkerns SK (1978–1980), Gimonäs CK (1978) och Umeå Södra FF (2008). På herrsidan har det ännu inte nått längre än till ettåriga sejourer i Allsvenskan för IFK Holmsund (1967) och Umeå FC (1996) med 21 respektive 12 säsonger i andradivisionen.

### Innebandy
Även i den lokalt starka sporten innebandy – där såväl herrar som damer hade två lag i Svenska Superligan samtidigt under säsongerna 2008/2009–2011/2012 (IBK Dalen och Umeå City IBK, respektive Iksu och IKB Dalen, vilka på damsidan fortfarande återfinns i högsta serien) – är damerna mest framgångsrika genom Iksu som under 2000-talet blivit svenska mästare sju gånger (senast 2020) och mästare i Europacupen för klubblag fem gånger. År 2020 lades Iksu innebandy ned och Team TG tog över både spelare och lagets plats i Superligan – och blev våren 2021 svenska mästare. 

### Basket
Från 2010-talet har basket återkommit som stor sport i Umeå. På damsidan har A3 Basket (tidigare under namnet Umeå Comets och Udominate Basket) blivit bofasta i högsta serien och tagit sig till slutspel varje år sedan säsongen 2012/2013 Efter fyra finalförluster, alla mot Luleå, lyckades man säsongen 2018/2019 vinna SM-guld. På herrsidan tog KFUM Umeå säsongen 2013/2014 andraplatsen i Superettan och beviljades därefter tillträde till Svenska basketligan.

## Historia
Det sena 1800-talets vurm för friluftsliv och sport satte också avtryck i Umeå. En av de första anläggningar som uppfördes var det gymnastikhus som 1865 byggdes i anslutning till det högre läroverket. Det förstördes dock, som det mesta av centrala Umeå, vid stadsbranden 1888. I den nya stadsplanen ansågs det angeläget med ett nytt gymnastikhus, och redan 1892 stod ett sådant klart på kvarteret Gymnastiken – nästan åtta år innan man färdigställt det intilliggande, nya läroverket, Mimerskolan.
En annan tidig anläggning var det Varmbadhus borgmästare Albin Ahlstrand lät uppföra i slutet av seklet, intill den så kallade "Borgmästarvillan" som byggmästare Per Eriksson uppfört av det tegel som blev över efter bygget av Umeå stads kyrka, som invigts 1894.

### 1860-talet
- 1861 bildades Umeå skytteförening,[7] som enligt Umeå kommuns utställning på Gammliahallen är Umeås äldsta idrottsförening.

### 1880-talet
- 1881 bildades Umeå Gymnastikförening, som dock lades ned 1998 (en förening med samma namn som bildades 1932 lever än idag).[8]
- 1882 bildades Umeå Segelsällskap.[9][7]

### 1890-talet
- 1897 togs initiativ till en IFK-krets i Umeå, efter inspiration från Idrottsföreningen Kamraterna i Stockholm som bildats 1895, men redan efter ett fåtal skidtävlingar tynade föreningen bort.[8]
- 1898 bildades Tegs SK.[7]

### 1900-talets första decennium
- 1901 i november bildades IFK Umeå med skidor, backlöpning, skridskoåkning, bandy, allmän idrott (det vill säga friidrott), cykel och simning på programmet.[10][7] Året därpå började föreningen även med fotboll.
- 1902 i augusti arrangerades länets första friidrottstävling med ett brett grenprogram av Umeå Idrottsförening på K4:s ridfält [11]. Samma år uppförde skidklubben Skade en 25-meters skidhoppbacke på Rödberget.
- 1905 bildades Sandviks IK.[7]
- 1908 bildade de fem Umeå-föreningarna IFK Umeå, IF Norrlands Dragoner, Västerbottens Regementes IF, Sandviks IK och Umeå Läroverks IF Västerbottens Idrottsförbund.[12] Hörnefors IF bildades.[7]

### 1910-talet

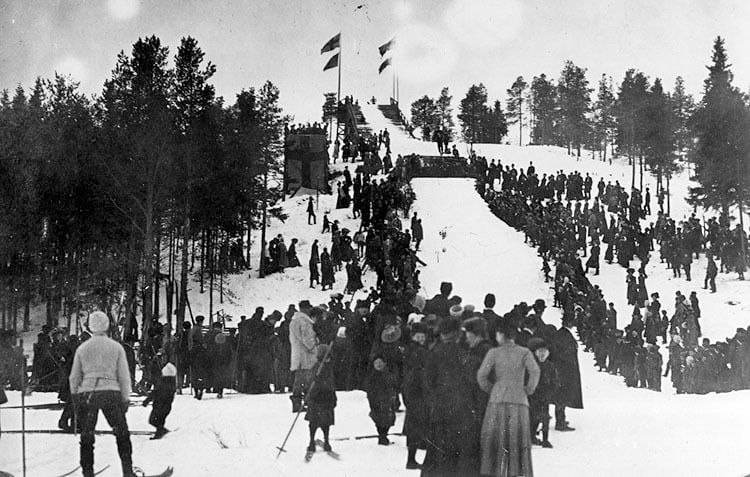
Backhoppning på Rödberget, 1910-tal.

- 1911 i februari arrangerades Vinteridrottstävlingarna i Umeå, med 1 200 deltagare från hela landet. Vid sidan av skidåkning tävlades i trav, hästhoppning, budkavle, skridsko, fäktning, backe och fältskytte.[13]
- 1917 bildades Umeå IK, som från start hade bland annat allmän idrott, fotboll, skidor och bandy på programmet.[14][7]
- 1919 bildades Umeå Tennisklubb.[7]

### 1920-talet
- 1923 bildades IFK Holmsund.[7]
- 1924 vann IFK Umeås John Lindgren den tredje upplagan av Vasaloppet.
- 1925 invigdes Gammliavallen[14] med löparbanor och fotbollsplan. Den är än idag Umeås största fotbollsarena, från 2003 försedd med konstgräs, och fungerar som hemmaplan för både Umeå FC och Umeå IK. Under 2009 togs löparbanorna och Gammliavallen är sedan dess en renodlad fotbollsstadion. Umeå Automobilklubb bildades.[7]
- 1927 Vid Världsmästerskapen i nordisk skidsport 1927 i februari blev John Lindgren den förste svensk som vann guld vid ett skid-VM, på 18 kilometer och 50 kilometer (där han för övrigt vann med 18 minuter, en segermarginal som fortfarande är den största genom tiderna). Umeå Simsällskap bildades.[7]

### 1930-talet
- 1930 invigdes Umeå Nya Varmbadhus på Kungsgatan, öst på stan, bara veckor innan invigningen av hoppbacken på Hamrinsberget.
- 1931 arrangerade IFK Umeå för första gången SM-veckan, med bland annat svenska mästerskap i längdskidåkning [15], backhoppning och ryttartävlingar, med deltagande av dåvarande prins Gustaf Adolf.[16] Sörfors IF bildades.[7]
- 1932 bildades Umeå Gymnastikförening[7] och Sandåkerns SK.
- 1933 Skidåkaren Arthur Häggblad, tävlande för IFK Umeå, vann Vasaloppet första gången. Spjutkastaren Ivar Nilsson från Sandviks IK blev länets förste landslagsman i friidrott, och segrade i landskampsdebuten mot Norge på 63,45.[17]
- 1934 bildades cykelklubben Gimonäs CK, liksom Rödåbygdens IK och Sävar IK.[7]
- 1935 vann IFK Umeås Arthur Häggblad Vasaloppet igen. Umedalens IF bildades genom en sammanslagning av Grubbe IK och Backens SK.[7]
- 1936 IFK Umeås Arthur Häggblad ingick i det stafettlag som tog brons på 4x10 kilometer vid de olympiska vinterspelen 1936 i Garmisch-Partenkirchen. Vid olympiska sommarspelen 1936 i Berlin blev friidrottaren Henning Sundesson, Umedalens IF, 13:e man på 10 000 meter.
- 1937 vann IFK Umeås Arthur Häggblad Vasaloppet igen. Umedalens Henning Sundesson blev länets förste svenske mästare i friidrott efter seger på 10 000 meter på tiden 31.58,8. I Holmsund arrangerades den första länsmatchen i friidrott mot Österbotten, som vann knappt. Dessa "landskamper" kom att fortsätta till 1976.[17]

### 1940-talet
- 1940 vann IFK Umeås Arthur Häggblad Vasaloppet för fjärde gången. Umeå Konståkningsförening bildades.
- 1942 IFK Umeå bildar en sektion för boxning.
- 1943 sprang 19-årige Lars Widding 100 meter på 11,2, hoppade 6,79 i längdhopp och utsågs till IFK Umeås bäste junior – men drabbades samma år av TBC och tvingades sluta med idrott.[17]
- 1944 IFK Umeås Gösta "Obbola-trapparn" Andersson vann Vasaloppet i en spurtuppgörelse med Mora-Nisse Karlsson på rekordtiden 5 timmar 18 minuter och 43 sekunder. Umeå Pistolskytteklubb bildades.[7]
- 1945 bildades Botsmarks SK:[7]
- 1946 vann den nyss avflyttade 42-årige Umeåbon Eric Umedalen SM-guld i släggkastning.
- 1948 vid Olympiska vinterspelen 1948 i S:t Moritz tog IFK Umeås Martin Lundström två olympiska guld i längdskidåkning.

### 1950-talet
- 1950 var Martin Lundström med i det svenska lag som blev världsmästare i längdskidåkningsstafett i Lake Placid. Täfteå IK bildades.[7]
- 1952 bildades Hissjö IK:[7]
- 1954 i maj bildades Röbäcks IF med friidrott och fotboll på programmet.[7] Samma år bildades Holmsunds Golfklubb, som 1971 ändrade namn till Umeå-Holmsunds Golfklubb och 1977 antog sitt nuvarande namn, Umeå golfklubb.
- 1956 invigdes Sveriges första elljusspår för skidåkning på Gammliaområdet.
- 1957 gästades nybyggda fotbollsarenan Gimoborg av italienska Juventus, som vann med 7–1 inför rekordpubliken 10 255 personer. Ersmarks IK bildades.[7]
- 1958 invigdes Gammliahallen. Brasilianska fotbollslaget Botafogo, med lirare som Didi och Garrincha, gästade Gimoborg och Gimonäs CK inför 8 000 människor.[18]
- 1959 i maj bildades Umeå studentkår Iksu, Idrottsklubben Studenterna Umeå,[7] som sedan dess vuxit till en av de största sportföreningarna i landet, med drygt 15 000 medlemmar.

### 1960-talet
- 1960 tog Karl Erik Norfall IFK Umeås första SM-guld i boxning (60 kg).
- 1961 stod Umeå värd för historiens andra VM i skidskytte, som vid den tiden bestod av en enda distans: 20 km individuellt för herrar.
- 1962 Assar Rönnlund vann 15 kilometer för herrar, tog silver på 50 kilometer (efter Sixten Jernberg och var med i det svenska lag som tog guld i stafett 4x10 kilometer vid Världsmästerskapen i nordisk skidsport 1962 i Zakopane, Polen. Han belönades för detta med Svenska Dagbladets bragdguld. Vid samma VM var Toini Gustafsson Rönnlund med i det svenska damlag som tog silver i stafett 3x5 kilometer. Umeå Bågskytteklubb bildades.[7]
- 1963 Vid Svenska mästerskapen i friidrott vann IFK Umeås Bengt Persson sitt första SM-guld på 3000 meter hinder och följde under resten av årtiondet upp med ytterligare ett tiotal SM-guld och fem svenska rekord på distansen; som bäst 8.33,8.[11] Umeå Ishall (som senare bytt namn till Skycom Arena och Umeå Arena) invigdes. Tavelsjö AIK bildades.[7]
- 1964 Assar Rönnlund tog silver på 50 kilometer och var med i det svenska lag som tog guld i stafett 4x10 kilometer vid Olympiska vinterspelen 1964 i Innsbruck, Österrike. Under samma OS var Toini Gustafsson Rönnlund med i det svenska lag som tog silver i stafett 3x5 kilometer. IFK Umeås Kenneth Israelsson blev svensk mästare i boxning (57 kg) och upprepade sedan bedriften 1965, 1966, 1968 och 1970. IFK Umeå startade sektioner för badminton och bowling. Umeå Korpförening bildades.[7]
- 1966 Vid VM i längdskidåkning 1966 i Oslo, Norge, tog Toini Gustafsson Rönnlund brons både på 10 kilometer och i stafett 3x5 kilometer, där hon var med i det svenska laget. IFK Umeås Siv Larsson tog sitt första (av totalt 11) SM-guld i friidrott när hon vann terrängloppet om 2 000 meter. UHSK, Umeå-Holmsunds skidklubb bildades.[7] Stöcke IF bildades.[7]
- 1967 Assar Rönnlund vann Vasaloppet. IFK Holmsund debuterade i Fotbollsallsvenskan genom att göra tidernas snabbaste mål, men tog till slut bara 7 poäng och blev sist i serien. Samma år spelade Tegs SK sin första och enda säsong i ishockeyns högsta division.
- 1968 Vid Olympiska vinterspelen 1968 i Grenoble, Frankrike vann Toini Gustafsson Rönnlund guld på både 5 km och 10 kilometer i längdåkning för damer, och var med i det svenska lag som tog silver i stafetten 3x5 kilometer. Hon belönades samma år med Svenska Dagbladets bragdguld. Vid Olympiska sommarspelen 1968 i Mexico City, Mexiko var Bengt Persson tionde man i finalen på 3000 meter hinder. Umeå Karateklubb bildades.[7]
- 1969 tog Sandåkerns SK klivet upp i Sveriges högsta division i ishockey, men sejouren varade bara en säsong.

### 1970-talet
- 1970 I maj bildades IF Björklöven[7] efter en sammanslagning av ishockeysektionerna i IFK Umeå och Sandåkerns SK; först under namnet IFK/SSK innan namnet Björklöven antogs 1971. Sandåkerns SK vann fotbollens Division II Norrland men förlorade i kvalet till Allsvenskan mot Hammarby IF. Den nya simhallen, med 25-metersbassäng, på Rothoffsvägen på stadsdelen Haga togs i bruk.
- 1973 Umemaran arrangerades första gången. Jalles TC bildades.[7]
- 1974 På våren slutade Björklöven fyra i Division I norra Allsvenskan och tog sig för första gången till SM-slutspel, där man slutade åtta. Umeå IK:s herrlag tog sitt första svenska mästerskapsguld i bowling.
- 1976 bildades Umeå Comets efter en utbrytning ur Sandåkerns basketsektion. Björklöven, som inte tagit sig till den nya högstadivisionen, vann nya Division I Norra och gick för första gången upp i Elitserien. Umeå Kanotklubb bildades.[7]

### 1980-talet
1980-talet var utan tvekan ishockeyns årtionde i Umeå. Björklöven var bofasta i Elitserien, med en lång rad spelare som också blev stora namn i Tre kronor och/eller senare blev proffs i NHL. Peter Andersson, Ulf Dahlén, Michael Hjälm, Roger Hägglund, Calle Johansson, Lars Karlsson, Matti Pauna, Lars-Gunnar Pettersson, Patrik Sundström, Peter Sundström, Göte Wälitalo och Tore Ökvist var bara några av dem som lyfte "Löven" mot toppen. Men lite i skymundan lades grunden inom andra sporter: Såväl den relativt nya innebandysportens Umeå City IBK, som damfotbollens Umeå Södra och Umeå IK började under 1980-talet sina klättringar uppåt i seriesystemen. Och den unga stadsdelen Ersboda fick sitt eget klubblag, som inom några år vuxit till en av stadens största föreningar.
- 1980 satte Korpen upp en frisbeegolfbana vid skidbacken på östra sidan av Bräntberget. Den var en av de tre första kedjehålsbanorna i Sverige.
- 1981 bildades bandyklubben Trixa HC.[7]
- 1982 bildades frisbee-klubben "Släng d'Less", av Alf-Göran Arneholm och Per Fällgren. Flera svenska-/Europa-rekord slås ganska snart av klubben och Fredrik Granåsen och Tomas Ekström (Skellefte) blir senare världsmästare två år i rad i pargolf. Idag har Umeå 4 banor, varav en (I20) har utökats till 27 hål.
- 1982 bildades Umeå Södra FF efter en sammanslagning av damfotbollssektionerna i Röbäcks IF och Tegs SK.[7] Samma år bildades innebandyklubben Umeå City IBK.[7] Björklöven slutade tvåa i Elitserien och tog silver i SM-slutspelet.
- 1983 invigdes i utkanten av universitetsområdet IKSUs första hall – som därefter byggts ut i omgångar och idag är Europas största träningsanläggning, på totalt mer än 15 000 kvadratmeter.
- 1984 tog Svante Rasmuson, som började sin sportkarriär som simmare i Umeå simsällskap (USS), silver i modern femkamp vid olympiska sommarspelen 1984 i Los Angeles i USA.
- 1985 blev Umeå IK:s herrlag svenska mästare i bowling, och Umeå IK:s nybildade damfotbollslag debuterade i seriespel i fjärdedivisionen (dåtidens Division 4). IFK Umeås badmintonspelare tog sig för andra gången upp i Elitserien, som sedan dess varit näst intill bofasta. Umeå Dansimperium bildades.[7]
- 1986 bildades Ersboda SK.[7]
- 1987 besegrade Björklöven Färjestad i svenska mästerskapsfinalen med 3–1 i matcher och blev svenska mästare i ishockey. Avgörandet i Umeå Ishall (6–1 till Löven) lockade 4 800 åskådare.[19] När Tre kronor vid VM i ishockey 1987 sensationellt tog Sveriges första VM-guld på 25 år var hela sex Löven-spelare med i truppen: Peter Andersson, Lars Karlsson, Mikael Andersson, Matti Pauna, Lars-Gunnar Pettersson och Peter Sundström. I november samma år bildades Umeå FC, efter sammanslagning av fotbollssektionerna i Sandåkerns SK och Tegs SK (medan Gimonäs CK hoppade av i sista stund). Umeå Skoterklubb bildades.[7]
- 1988 Björklöven slutade tvåa i Elitserien i ishockey och gick återigen till svensk mästerskapsfinal, men förlorade mot Färjestad. Umeå IK:s herrlag blev svenska mästare i bowling.
- 1989 Björklöven slutade sist i Elitserien och degraderades till Division I Norra. Umeå Judoklubb bildades.[7]

### 1990-talet
- 1990 Anrika fotbollsklubben IFK Holmsund gick efter ett par säsonger i den då näst högsta serien, Division I Norra, i konkurs och tvingades börja om i Division 7 under namnet Holmsunds FF. Innebandyklubben IBK Dalen bildades.[7]
- 1992 Lag Gustafson från Umeå med skippern Elisabeth Gustafsson i spetsen blev både Europamästare och världsmästare i curling.
- 1995 Lag Gustafson blev världsmästare i curling för andra gången. Björkstadens Aikidoklubb bildades.[7]
- 1996 Umeå FC gjorde sin första och hittills enda säsong i Fotbollsallsvenskan och inledde bra genom att besegra IFK Norrköping efter mål av Steve Galloway. Publikrekordet på Gammliavallen slogs med besked i hemmamatchen mot IFK Göteborg 4 september, då 12 127 åskådare fick se förre UFC-spelaren Jesper Blomqvist kvittera och fastställa slutresultatet till 1–1.[20] Totalt spelade UFC ihop 30 poäng, vilket inte räckte längre än till en elfteplats och kvalspel mot Ljungskile SK, som dock tog hem kvalmatchen tack vare fler gjorda bortamål. Samma säsong debuterade Umeå IK:s damlag i Damallsvenskan, men slutade på tionde plats och åkte ur. Lag Gustafson blev för tredje gången världsmästare i curling. IFK Umeås boxare flyttar från Sporthallen till den egna lokalen Ringside.
- 1997 bildades Holmsunds City IBC och Brattby-Gubböle IF.[7]
- 1998 Vid olympiska vinterspelen 1998 i Nagano, Japan, tog Lag Gustafson brons i curling. Umeå IK:s damlag i fotboll var åter i Damallsvenskan och slutade nu på sjätte plats. Umeå FC slutade tvåa efter Djurgårdens IF i Division I Norra, men i kvalet till Allsvenskan förlorade man båda matcherna mot Örgryte IS. IKSU:s herrar blev svenska mästare i Volleyboll.[21]  I november fick IFK Umeå-åkaren Per Elofsson sitt genombrott när han först vann ett 10 km-lopp i Världscupen i längdåkning i Muonio i Finland och dagen därpå ingick i det segrande svenska stafettlaget. IFK Umeås Erika Långström tar klubbens första SM-guld för kvinnor (60 kg) och upprepar bedriften året därpå i 63,5-kilosklassen. Umeå Power bildades.[7]
- 1999 Lag Gustafson blev världsmästare i curling för fjärde gången. I oktober invigdes den nya ridsportanläggningen Hippologum, en av de största och modernaste i Europa. Under jul- och nyårshelgerna avgjordes junior-VM i ishockey i Umeå och Skellefteå, med 18 matcher i respektive stad. Holmsund Obbola Kampsport bildades.[7]

### 2000-talets första decennium
- 2000 Umeå IK blev svenska mästare i fotboll för damer för första gången. Lagets anfallare Tina Nordlund får Diamantbollen, Svenska Fotbollförbundets och Sydsvenska Dagbladets pris till årets främsta spelare. Tre badmintonspelare från IFK Umeå, Rasmus Wengberg, Fredrik Bergström och Jenny Karlsson, representerade Sverige vid OS i Sydney.
- 2001 vann Per Elofsson femmilen i Holmenkollen och sedan totalsegern i Världscupen i längdskidåkning. Vid världsmästerskapen i nordisk skidsport 2001 i Lahtis i februari tog han också guld på 15 kilometer, 10+10 kilometer jaktstart, samt ingick i det svenska silverlaget i stafetten – och belönades senare med Svenska Dagbladets bragdguld. Umeå IK blev svenska mästare i fotboll för damer för andra gången och vann dessutom Svenska cupen. Mittfältsmotorn Malin Moström belönades med Diamantbollen.
- 2002 Per Elofsson vann återigen totalsegern i världscupen i längdskidåkning. Retroaktivt fick han också bronsmedalj i herrarnas jaktstart i Olympiska vinterspelen 2002 i Salt Lake City. Fotbollens ungdomssektion inom Gimonäs CK bröt sig loss och bildade Gimonäs UIF.[7] Umeå IK blev svenska mästare i fotboll för damer för tredje gången – Hanna Ljungberg gjorde 39 mål, vilket var tangerat målrekord för Damallsvenskan i fotboll, och belönades med Diamantbollen. Förlust i UEFA Womens Cup-finalen mot Frankfurt.
- 2003 Vid världsmästerskapen i nordisk skidsport 2003 i Val di Fiemme vann Per Elofsson guld över 10+10 kilometer dubbeljakt (skiathlon), med IFK Umeå-åkaren Jörgen Brink på bronsplats. Båda ingick i bronslaget i stafett (som många minns för Brinks "krokning" på sista sträckan). Jörgen Brink tog därefter också brons på femmilen. Umeå IK vann för första gången UEFA Womens Cup sedan man besegrat danska Fortuna Hjörring i finalen. IBK Dalens herrlag i innebandy tog sig under SM-slutspelet till semifinal, och fick till sist dela bronset med Balrog IK. I oktober meddelade Per Elofsson att han avslutat sin skidåkarkarriär. Iksu spa invigdes i en ombyggd sjukhusbyggnad på Umedalen.
- 2004 besegrade Umeå IK Frankfurt och blev UEFA Womens Cup-mästare. Boxaren Anna Ingman tar silver vi EM i boxning.
- 2005 Umeå IK värvade den brasilianska stjärnan Marta, nådde över 3 000 åskådare i genomsnitt per match, och gick obesegrade genom Damallsvenskan i fotboll. Iksu blev svenska mästare i innebandy för damer för första gången. IBK Dalen tog för andra gången brons i herrarnas SM-slutspel i innebandy. Team Thorengruppen bildades.[7]

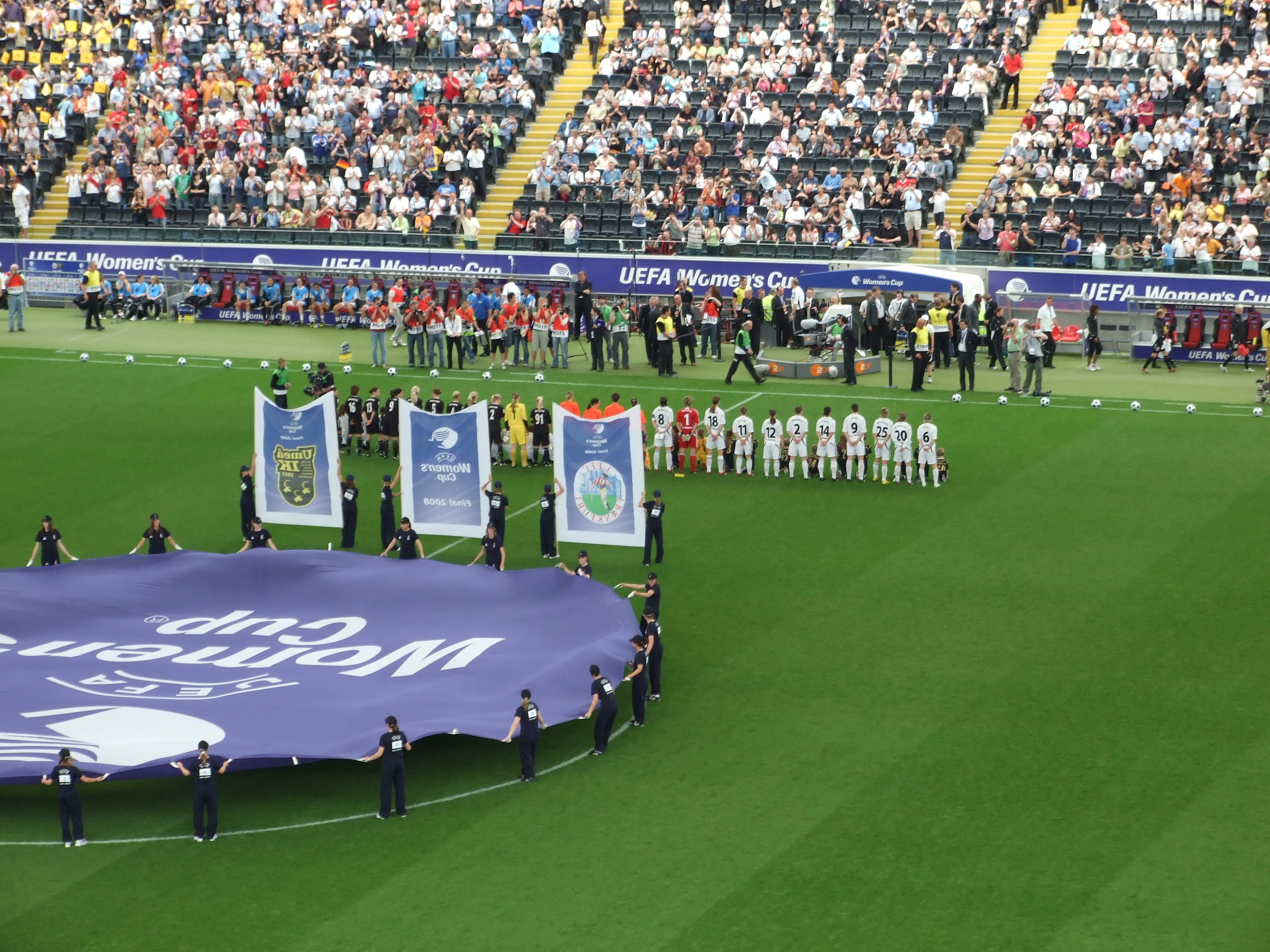
Inför finalen i UEFA Womens Cup 2007/2008 mellan FFC Frankfurt och Umeå IK på Commerzbank-Arena i Frankfurt

- 2006 vann Umeå IK Damallsvenskan i fotboll. Iksu blev svenska mästare i innebandy för damer för andra gången, och vann dessutom Europacupen i innebandy för klubblag.
- 2007 Maria Pietilä-Holmner, representerande UHSK Umeå SK tog silver i storslalom vid världsmästerskapen i alpin skidsport 2007 i Åre. Umeå IK vann Damallsvenskan i fotboll för tredje året i rad. IKSU:s damer förlorade SM-finalen i innebandy mot Rönnby IBK. Parkour etablerades som lokal sport i och med bildandet av Umeå Parkourförening.
- 2008 vann Umeå IK Damallsvenskan i fotboll för fjärde året i rad; det sjunde totalt och därmed flest i seriens historia. Frida Östberg belönades med Diamantbollen. IKSU blev svenska mästare i innebandy för damer för tredje gången.
- 2009 tog IKSU sitt andra guld i innebandyns Europacup för klubblag, men åkte under SM-slutspelet ut i semifinalen. Umeå Boxningsklubb och Umeå Biljardklubb bildades.[7]

### 2010-talet
- 2010 klarade sig anrika Björklöven sig med nöd och näppe kvar i Hockeyallsvenskan, men degraderades på grund av ekonomiska problem ned till Division 1. 28 november blev Maria Pietilä Holmner, Umeå Holmsunds SK, första umeååkare att vinna en världscuptävling i slalom. 11 december tog Lag Stina Viktorsson (från Umeå men tävlande för Skellefteå) EM-guld i curling. Umeå Roller Derby bildades.[7]
- 2011 På nyårsdagen vann IFK Umeås Anders Högberg det "kinesiska Vasaloppet" över 50 km i Changchun. Den 2 januari vann Maria PH sin andra världscuptävling för säsongen, nu i parallellslalom, och 19 februari följde hon upp med brons i slalom vid Alpina VM i Garmisch-Partenkirchen. IKSU:s damer förlorade SM-finalen i innebandy mot Djurgården IF. Umeå FC vann Division 1 Norra och var klara för Superettan i fotboll. IKSU:s förre tränare Curt Söderström utsågs till förbundskapten för damlandslaget i innebandy. Umeå Dragons HC bildades.[7]

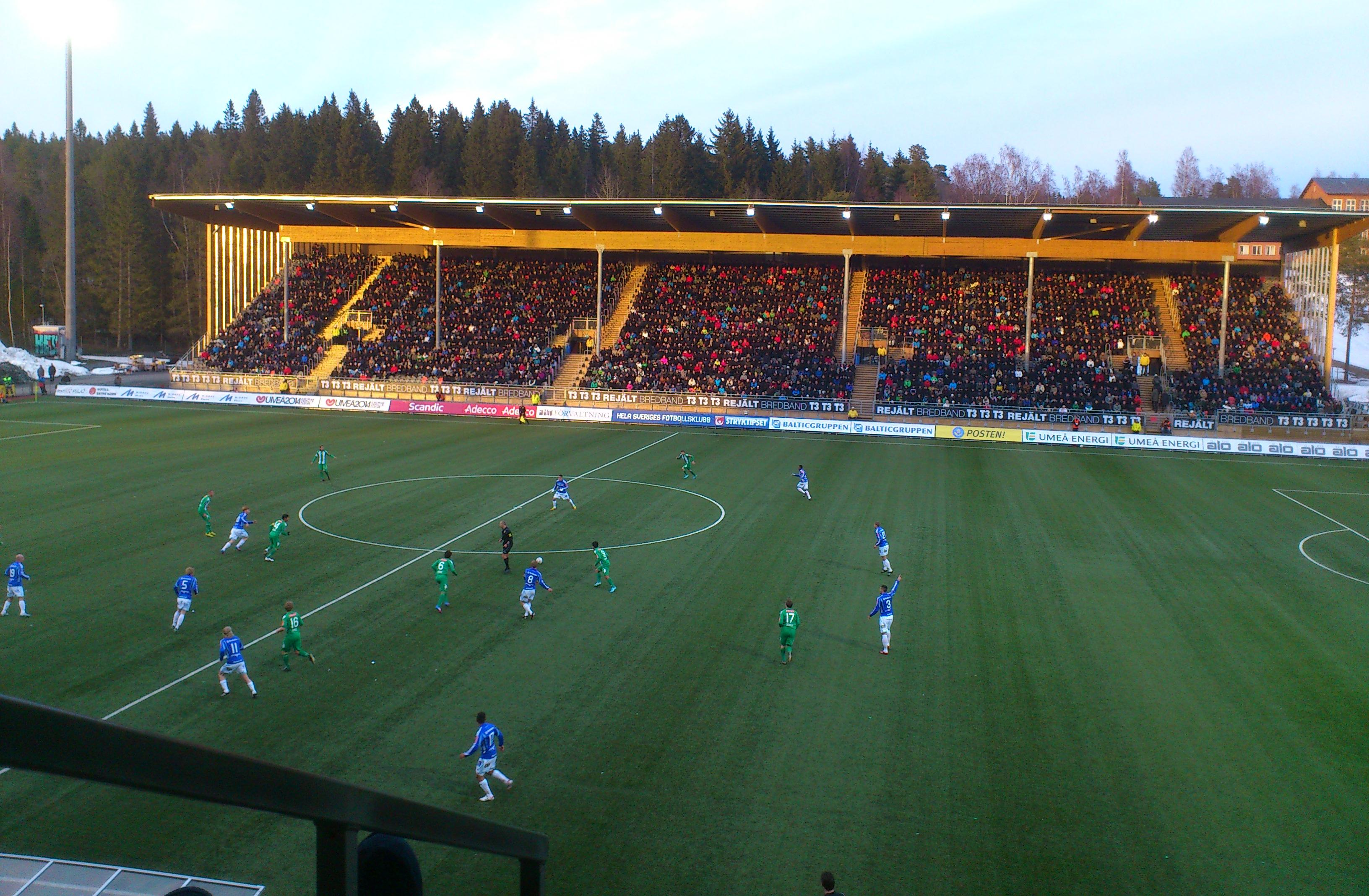
Umeå FC–Hammarby IF 23 juli 2012 på T3Arena

- 2012 Anders Högberg vann för andra gången det kinesiska långloppet i Changchun. I april nådde IBK Dalen sin första SM-final i herrarnas innebandy, men förlorade mot Storvreta IBK med 3–5. I damernas final besegrade IKSU Kais Mora IF med hela 7–1 och blev därmed svenska mästare för fjärde gången. Staden Umeå blev tvåa i SVT Sports utnämning Sveriges bästa idrottsstad 2012, Göteborg vann utmärkelsen. Umeå FC ramlade ut ur Superettan. Umeå BBK och Umeå BSKT bildades, liksom Umeå Cricket Club.[7]
- 2013 I början av året radade friidrottstalangen Odain Rose upp personliga rekord på 60 meter inomhus, och blev i mars femma på Inne-EM i Göteborg. I mars tog sig basketklubben Udominate – som övertagit Umeå Comets plats i Basketligan dam –  till slutspel, där man bland annat besegrade fjolårsmästarna Telge Basket och till sist nådde semifinal. I april tog sig Björklöven åter upp i Hockeyallsvenskan, efter att först ha vunnit division 1 norra och därefter kvalserien. I sin åttonde SM-final i innebandy på nio år förlorade Iksus damer mot Rönnby med 3–4. Efter att ha slagit ut fjolårsmästarna Storvreta i semifinalen förlorade Dalens herrar återigen SM-finalen, denna gång mot IBF Falun, med 2–5. I Damallsvenskan slutade Umeå IK på femte plats, medan Umeå FC stannade på sjätte plats i herrarnas Div 1 Norra.
- 2014 Vid SM-veckan i Umeå tog längdskidåkaren Teodor Peterson – då tävlande för Åsarna, men fostrad i IFK Umeå, dit han under året återvände – guld i individuell sprint, med IFK Umeås Simon Persson som trea. Udominate kom tvåa i Basketligan dam och tog sig till slutspel, där Norrköping Dolphins blev för svåra i semifinalen. Umeå IK blev femma i Damallsvenskan, Umeå FC slutade på nionde plats i Div 1 Norra. Vid vinter-OS i Sotji tog Teodor Peterson silver i individuell sprint och tillsammans med Emil Jönsson brons i sprintstafett. KFUM Umeå Basket och Team TG FF bildades.[7]
- 2015 vann Udominate för första gången Basketligan dam och tog sig i slutspelet ända till final, men förlorade där med 1–3 i matcher mot Northland Basket från Luleå. I herrarnas basketliga gjorde Ume BSKT sin första säsong och slutade på tionde plats. Umeå FC slutade femma i norrettan, Umeå IK på åttonde plats i Damallsvenskan.
- 2016 Vid SM-veckan i Piteå tog IFK Umeås Jonna Sundling guld i individuell sprint. IFK Umeå flyttades upp i Svenska badmintonligan utan att behöva kvala, sedan flera lag tackat nej till kvalspel. Udominate tog sig åter till final i basketligan, men Northland var återigen starkast och vann med 3–2 i matcher. IBK Dalens herrlag tog sig till semifinal i herrarnas Superliga i innebandy, men fick stryk av Linköping. Team Thorengruppen SK vann Allsvenskan Norra, och kvalade in till nästa års Superliga. IBK Dalens damer slutade 10:a i Superligan Dam och missade slutspel, medan lokalkonkurrenten IKSU blev tvåa i serien, för att sedan åka ut i semifinal. Team TG FF (tidigare Tegs SK) gjorde för första gången Umeå FC sällskap i herrfotbollens Division 1 Norra, och båda lagen klarade sig kvar i serien. Däremot slutade Umeå IK näst sist i Damallsvenskan, och flyttades efter 19 raka säsonger ned i Elitettan. Umeå Västra IF och Hjälteföreningen bildades.[7]
- 2017 En elfte plats i Hockeyallsvenskan gav inget avancemang för Björklöven. Iksus damlag besegrade Mora i SM-finalen i innebandy med 4–1, och tog därmed sitt femte SM-guld. Udominate förlorade även detta år mot Luleå i dambasketens SM-final. Team TG slutar på sjunde plats i norrettan i fotboll, en placering bättre än lokalkonkurrenten Umeå FC.
- 2018 Vid skid-SM i Skellefteå tog IFK Umeå (representerade av Linn Sömskar, Elina Rönnlund och Jonna Sundling) klubbens första SM-guld i damstafett. Björklöven slutade femma i Hockeyallsvenskan och tog sig till slutspelsserien, men inte längre. Udominate åter i dambasket-final, åter besegrade av Luleå. Sjätte SM-guldet till Iksus damlag i innebandy efter 4–2 i SM-finalen mot Mora. I samma sport missade IBK Dalens damlag slutspel, medan Dalens herrlag tog sig till kvartsfinal, där IBF Falun blev för svåra. I maj tog Alicia Edin, Umeå Kyokushinkai, EM-guld i karate. I november tog IFK Umeås Jonna Sundling sin första individuella seger i världscupen i längdskidåkning när hon vann fristilssprinten i Lillehammer.
- 2019 I januari försvarade IFK Umeås damer (Elina Rönnlund, Linn Sömskar och Jonna Sundling) stafettguldet i längdskidåkning. Efter fyra raka finalförluster blev A3 Basket svenska mästare efter 3–1 i SM-finalen mot Högsbo. Umeå IK FF vann Elitettan 2019 och avancerade åter till Damallsvenskan. Umeå FC slutade tvåa i Div 1 Norra, och tog sig efter kval mot IK Frej åter till Superettan i fotboll. Under året färdigställde IFK Umeå första etappen (cirka 5 km) för en asfaltbana för rullskidor på Ersmarksberget.[22] I december tog Tove Lundberg SM-guld  i boxningens 51-kilosklass. Umeå Dansklubb och Ersboda Karateklubb bildades.[7]

### 2020-talet
- 2020 I mars vann Björklöven Hockeyallsvenskan på nytt poängrekord, 121 p. Finalserien mot serietvåan MoDo om en kvalplats till SHL avbröts dock på grund av Corona-pandemin, och inget av lagen fick chans till uppflyttning. I augusti utsågs Umeå, för andra gången, till Sveriges bästa idrottsstad.[1] Mot slutet av året åkte Umeå IK FF ur damallsvenskan, samtidigt som Umeå FC fick lämna Superettan och Team TG föll ur norrettan. I augusti blev 18-åringarna David Åhman (Iksu) och Jonatan Hellvig (Lidingö SK) – som tidigare vunnit U18-EM och världsungdoms-OS i beachvolleyboll – första svenska par att vinna på världstouren, och i september gick de obesegrade genom U20-EM i beachvolley.
- 2021 Vid VM i längdskidåkning i Oberstdorf i februari vann Umeåfödda Jonna Sundling både individuellt guld i sprint och guld i sprintstafetten tillsammans med Maja Dahlqvist. I april blev nykomlingen Team Thoréngruppen (som övertagit regerande mästaren Iksus plats i SSL, och även flera av spelarna) svenska mästare i innebandy efter att ha besegrat Pixbo i finalen. A3 Basket tog sig till semifinal i Basketligan Dam. I Hockeyallsvenskan  tog sig Björklöven till slutspel, men i finalen blev Timrå för svåra. IFK Umeå vann grundserien i Badmintonligan men förlorade i juni SM-finalen mot Fyrisfjädern efter "Golden set". I augusti utsågs Umeå – för tredje gången på fyra år – av Sveriges Television till Sveriges bästa idrottsstad.[2] Umeå IK FF vann Elitettan 2021 och flyttas åter upp till Damallsvenskan i fotboll.[23] När Sveriges damlandslag i innebandy besegrade Finland i VM-finalen gjorde Veera Kauppi två mål för Finland innan Emelie Wibron – båda spelande för Umeålaget Thoréngruppen – i förlängningen kunde avgöra för Sverige med sitt 4–3-mål.[24]

- 2022 Vid vinter-OS i Beijing vann Jonna Sundling guld i individuell sprint (fristil), tog silver i sprintstafett (tillsammans med Maja Dahlqvist), och åkte sista sträckan i damstafetten 4x5 km, där laget tog brons. Ett andra OS-guld tog Sandra Näslund (från Kramfors men numera Umeåbo) i skicross. Team Thoren slutade tvåa i damernas superliga, men vann SM-finalen i innebandy mot Pixbo och blev därmed svenska mästare.[25] Beachvolleyduon David Åhman och Jonatan Hellvig vann i maj sin första Pro tour-tävling på seniornivå och kvalificerade sig därmed för VM i Rom i juni.[26] I juli tvingades A3 Basket av ekonomiska skäl dra sig ur basketligan SBL Dam.[27] I augusti blev David Åhman och Jonatan Hellvig Europamästare i beachvolleyboll.[28] I november stod det klart att Umeå IK slutade näst sist i Damallsvenskan i fotboll, och därmed degraderades till Elitettan 2023.[29]
- 2023 Under SM-veckan i Skövde i februari vann IFK Umeås längdskidåkare Elina Rönnlund guld på 10 km, och klubbkamraten Linn Sömskar tog brons.[30] De båda vann, tillsammans med Magdalena Nilsson, även damstafetten.[31] Senare samma månad vann umebon Sandra Näslund (tävlande för Kramfors Alpina) sitt tredje individuella VM-guld i skicross,[32] och därtill lagguld tillsammans med David Mobärg. Vid VM i längdskidåkning tog Jonna Sundling (tävlande för Piteå Elit) guld sprint både individuellt och i sprintstafetten (tillsammans med Emma Ribom).[33] I mars stod det klart att IBK Dalen får lämna innebandyns superliga för första gången på 26 år.[34] I april nådde Umeå BSKT för första gången SM-semifinal, där Borås blev för svåra.[35] Samma månad säkrade Team Thorén sitt tredje raka SM-guld i innebandy.[36] I juni begärde Skatteverket Umeå Basketbollklubb (mer kända som A3 Basket och tidigare Udominate) i konkurs.[37] I juni rankades Umeå första gången utanför topp-10, på 13 plats bland Sveriges bästa idrottsstäder.[38] I slutet av juni hölls SM-veckan i Umeå. I augusti försvarade David Åhman och Jonatan Hellvig EM-guldet i beachvolleyboll,[39] och i oktober tog paret Sveriges första silvermedalj vid VM i Mexico.[40]
- 2024 Vid Idrottsgalan i januari belönades David Åhman och Jonathan Hellvig priset som Årets lag, samt med Sportspegelpriset för sin förnyelse av beachvolleybollsporten.[41] Thoréngruppens Veera Kauppi utsågs för fjärde gången (tidigare 2017, 2018 och 2021) till världens bästa innebandyspelare.[42] I början av april kvalade IBK Dalen tillbaka till SSL, Svenska Superligan för damer, som de degraderades ifrån i samband med Covid-19-pandemin 2020,[43] och fick strax sällskap av herrlaget, som kvalade in till SSL, Svenska Superligan för herrar.[44] Senare samma månad vann Thoréngruppens damer sin fjärde raka SM-final i innebandy på Friends Arena efter 6–3 mot Pixbo inför rekordpubliken 15 794 personer.[45] Vid sommar-OS i Paris tog paret Åhman/Hellvig guld i beachvolleyboll,[46] och Isak Öhrström – tävlande för Uppsala Paddlarklubb men född i Tavelsjö – slutade på 28:e plats i slalomcross och 12:a i slalom K-1.[47] I oktober vann IFK Umeås Linn Sömskar sitt 13:e VM-guld i rullskidor.[48] I november säkrade Umeå FC segern i division 1 norra, och därmed avancemang till Superetttan.[49]
- 2025  Vid Idrottsgalan i januari prisades beachvolleyspelarna David Åhman och Jonathan Hellvig för andra året i rad som Årets lag.[50] Vid VM i längdskidåkning i Trondheim i februari/mars tog Jonna Sundling guld i individuell sprint, lagsprint och stafett – där hon gjorde en makalös upphämtning på sista sträckan – samt brons i skiathlon.[51] I mars stod det klart att IBK Dalen åker ut ur SSL.[52] Thoréngruppens damlag lyckades bättre och vann sitt femte raka SM-guld i innebandy.[53]

## Utställning
Sportutställningen Guldglans om Umeås sporthistoria finns sedan den 6 december 1997 på andra våningen i Gammliahallen. Där kan man beskåda bilder, föremål, medaljer med mera samt läsa personliga guldminnen från Umeås 26 guldmedaljörer vid världsmästerskap och olympiska spel. I denna guldkantade krets återfinns 19 män och sju kvinnor. Det första tog längdskidåkaren Hjalmar Bergström från Sandvik i Innsbruck 1933 och de senaste 2003 genom skidvärldsmästaren Per Elofsson och innebandyvärldsmästarna Gustaf Forsberg och Peder Bodén, alla tre från Umeå.
Förutom dessa världsstjärnor kan man i ord och bild ta del av Umeås tidiga sporthistoria och föreningsliv under perioden 1861–1933.

## Klubbar
- A3 Basket (tidigare Udominate, KFUM Umeå och Umeå Comets)
- Björkstadens Ju-jutsuklubb
- Cheer Force Allstars - Cheerleadning
- Ersboda SK – fotboll, innebandy
- Gimonäs CK – cykelsport
- Gimonäs UIF – fotboll, handboll, innebandy
- IBK Dalen – innebandy
- IBK Söder – innebandy
- IF Björklöven – ishockey
- IFK Holmsund – fotboll
- IFK Umeå – badminton, bowling, boxning, fotboll, friidrott, orientering, skidor, tyngdlyftning
- Iksu – alpint, basket, beachvolley, bordtennis, brännboll, innebandy, jujutsu, klättring, multisport, skidor, squash, volleyboll
- Mariehem SK – fotboll
- Obbola IK – fotboll
- Röbäcks IF – fotboll, innebandy
- Sandviks IK – fotboll
- Sandåkerns SK – bordtennis, fotboll, innebandy
- Stöcke TS Järnet - triathlon
- Södra Umeå Ryttarförening – dressyr, hoppning, körning
- Sörmjöle IK/Hörnefors IF – fotboll
- Team Thorengruppen SK – fotboll, innebandy
- Tegs SK – fotboll, ishockey, orientering
- Umeå FC – fotboll
- Trixa Hockey – bandy
- UHSK Umeå SK – alpint
- Umedalens IF – bandy, badminton, bordtennis, fotboll, friidrott, orientering, skidor
- Umeå BS – bandy
- Umeå Budoklubb – jujutsu
- Umeå bågskytteklubb
- Umeå City IBK – innebandy
- Umeå Comets – basket
- Umeå Diskgolf Club - Frisbee
- Umeå golfklubb – golf
- Umeå HF – handboll
- Umeå Historiska Fäktskola - HEMA
- Umeå IK – bowling, fotboll, handboll
- Umeå Judoklubb – judo
- Umeå Karateklubb
- Umeå OK – orientering
- Umeå Parkourförening
- Umeå Rugby Club - Rugby
- Umeå Ryttarförening – dressyr, hoppning, körning
- Umeå Segelsällskap – segling
- Umeå Shotokanklubb – karate
- Umeå skytteförening
- Umeå simsällskap (USS) – simsport
- Umeå Södra FF – fotboll
- Virtus Umeå – basket
- Westerbotten Huskies - amerikansk fotboll

## Sportpersonligheter med anknytning till Umeå
- Peter Anderson ishockeyspelare
- Alexander "Sasja" Beliavski ishockeyspelare
- Björn Berg beachvolleyspelare
- Emma Berglund fotbollsspelare
- Jesper Blomqvist fotbollsspelare
- Jörgen Brink skidåkare
- Mikael Dahlberg fotbollsspelare
- Elaine E Moura  fotbollsspelare
- Per Elofsson skidåkare
- Björn Ferry skidskytt
- Jens Fjellström fotbollsspelare
- Steve Galloway fotbollsspelare
- Elisabet Gustafson curlingspelare
- Toini Gustafsson Rönnlund skidåkare
- Andreas Hermansson fotbollsspelare
- Björn Huitfeldt beachvolleyspelare
- Arthur Häggblad skidåkare
- Roger "Bullen" Hägglund legendarisk ishockeyspelare (avliden)
- Hanna Ljungberg fotbollsspelare
- Moa Lundgren skidåkare
- Sofia Lundgren fotbollsspelare
- Martin Lundström skidåkare
- Mikael Lustig fotbollsspelare
- Hanna Marklund fotbollsspelare
- Marta fotbollsspelare
- Malin Moström fotbollsspelare
- Gunnar Nordahl legendarisk fotbollsspelare
- Tina Nordlund fotbollsspelare
- Sandra Näslund skicrossåkare
- Anna Paulsson fotbollsspelare
- Anja Persson alpin skidåkare
- Teodor Peterson skidåkare
- Maria Pietilä-Holmner alpin skidåkare
- Daniel Rahimi ishockeyspelare
- Odain Rose friidrottare
- Assar Rönnlund skidåkare
- Jonna Sundling skidåkare
- Patrik Sundström ishockeyspelare
- Peter Sundström ishockeyspelare
- Stina Viktorsson curlingspelare
- Lucas Wallmark ishockeyspelare
- Isak Öhrström kanotist
- Tore Ökvist ishockeyspelare
- Frida Östberg fotbollsspelare
- Fredrik Granåsen diskgolfspelare

## Större sportanläggningar
- Badmintonstadion (ägs och drivs av IFK Umeå)
- Bräntbergsbacken
- Bowlingcentrum
- Campus Arena friidrott
- Dragonens idrottscentrum
- Elofssonhallen (ägs och drivs av Röbäcks IF)
- Ersängsvallen
- Gammliahallen
- Hippologum
- IKSU spa
- IKSU sport (ägs och drivs av Idrottsklubben Studenterna Umeå)
- Sparken
- Sporthallen Musköten (ägs och drivs av Umedalens IF)
- T3 Arena (tidigare Gammliavallen – fotbollsstadion, hemmaplan för bland andra Umeå IK och Umeå FC)
- T3 Center (tidigare Umeå Arena, Skycom Arena och Umeå ishall, hemmaplan för Björklöven och Teg)
- Umåkers travbana